# 上園啓史
上園 啓史（うえぞの けいじ、1984年6月30日 - ）は、大阪府生まれ、福岡県福岡市育ちの元プロ野球選手（投手、右投右打）。

## 経歴

### プロ入り前
大阪府茨木市で出生。2歳の時に福岡県福岡市へ移住。小学校3年時に「香椎オリオンズ」でソフトボールを始めた。中学1年時から野球を始めると、フレッシュリーグ「福岡東コンドル」の投手兼内野手としてプレー。東福岡高校への進学後は、2年の春に第74回選抜高等学校野球大会に出場したが、自身の登板機会はなかった。同期生に吉村裕基がいる。
高校からの卒業後に、武蔵大学へ進学したが、3年の春までは首都大学野球の2部リーグでのプレーを余儀なくされた。2年の春季リーグ戦では、チームの2部優勝を受けて、1部で最下位だった帝京大学との入れ替え戦全3試合に登板。しかし、1勝2敗という結果で1部昇格を逃した。翌年の秋季2部リーグではチーム9勝中の7勝、6完投を挙げて優勝すると、2部の最優秀選手、ベストナインで獨協大学との入れ替え戦で再び全3試合に登板。2勝1敗という成績でチームを1部昇格に導いた。在学中には、1部リーグ戦で通算8勝11敗、2部リーグ戦で通算20勝7敗をマーク。4年時には、第35回日米大学野球選手権大会日本代表にも選ばれた。
2006年度NPB大学・社会人ドラフト会議にて阪神タイガースから3巡目指名を受け、契約金7000万円、年俸1000万円（年俸は推定）という条件で入団。入団当初の背番号は41。

### 阪神時代

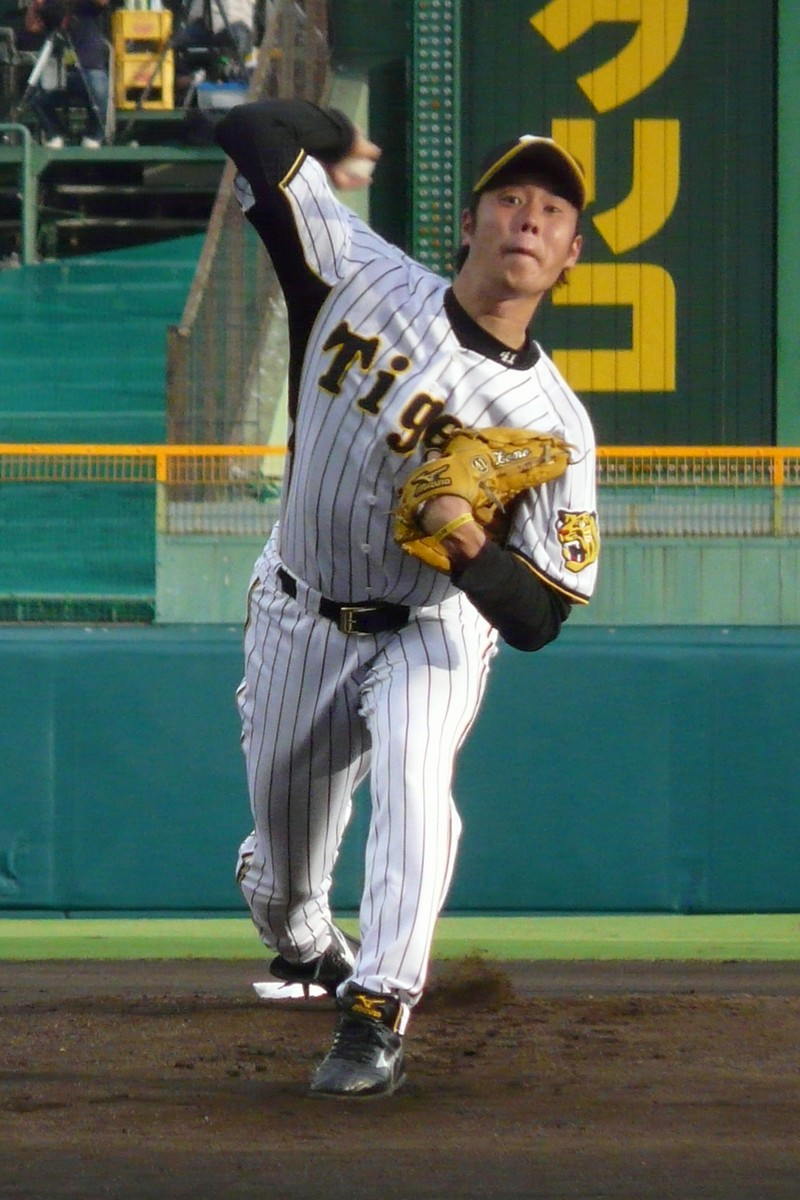
阪神時代（2008年7月16日、阪神甲子園球場）

2007年シーズンは、 開幕を二軍で迎えるが先発投手陣の不調から6月上旬に一軍へ昇格。3試合目に登板した6月20日の対東北楽天ゴールデンイーグルス戦（阪神甲子園球場）では田中将大と先発で投げ合い、プロ初勝利を挙げた。以降も先発ローテーションに定着するとこの年のシーズンのセ・リーグ新人投手では最も多い8勝をマーク。規定投球回には到達しなかったが17試合の登板で防御率2.42という好成績を残したことから田中と並び、新人王を受賞。阪神のルーキー投手がセ・リーグ新人王を受賞したのは1994年の藪恵壹以来、13年ぶりだった。
2008年シーズンの春季キャンプで「カーブの割合を増やしながら投球の幅を広げたい」と公言。しかしオープン戦から不調で開幕一軍を逃したばかりか、ウエスタン・リーグの公式戦でも打ち込まれることが多かった。5月下旬に一軍へ昇格し、9試合に登板。4勝無敗でシーズンを終えたが7月下旬以降は振るわず一軍から遠ざかった。
2009年シーズン序盤から一軍での登板機会に恵まれず、9月19日の対広島東洋カープ戦（甲子園）に先発投手として登板のみで終わる。
2010年シーズンは、先発要員として獲得した左投手のケーシー・フォッサムがオープン戦で不調だったことを受け、開幕から先発ローテーションに復帰。当初は好投しても勝ち星に恵まれない状態が続いていたが、4月10日の対東京ヤクルトスワローズ戦（甲子園）で一軍公式戦633日ぶりの勝利を挙げた。自己最多の25試合に登板。救援登板も経験し3勝4敗1ホールド 防御率4.75という成績を残した。
2011年シーズンから 背番号を47へ変更。海外FA権行使で千葉ロッテマリーンズから移籍してきた小林宏之がロッテ時代に続き、背番号41の着用を希望したことによる。ウエスタン・リーグで16試合に登板したが入団後初の一軍登板なしに終わった。

### 楽天時代
2011年12月8日に、松崎伸吾との交換トレードで東北楽天ゴールデンイーグルスへ移籍することを発表。松崎が着用していた背番号47を引き継いだ。
2012年シーズンには、4月に一軍公式戦で1試合だけ登板。イースタン・リーグ公式戦では、18試合の登板で、2勝4敗、防御率3.07という成績を残した。シーズン終了後には、背番号を61へ変更。
2013年シーズンには、一軍の公式戦で5試合に登板。自身1年ぶりの登板であった4月17日の対福岡ソフトバンクホークス戦（クリネックススタジアム宮城）では、先発で6回途中まで2失点と好投した。一軍では0勝3敗に終わったものの二軍での防御率は2.54で、イースタン・リーグ最優秀防御率投手のタイトルを獲得した。
2014年シーズンには、「今年ダメならもう終わり」という危機感を抱きながら、春季キャンプから早めに調整。しかし、古巣・阪神と対した6月4日のセ・パ交流戦（楽天Koboスタジアム宮城）での救援登板で4失点を喫するなど、一軍公式戦では集中打や突然の制球難に見舞われることが相次いだ。結局、一軍では9試合に登板。救援で2ホールドを記録したが、0勝1敗、防御率5.87という成績でシーズンを終えた。
2015年シーズンには、公式戦の開幕前に左ふくらはぎの肉離れで長期にわたり、戦線離脱。その影響で、一軍の公式戦での登板機会がなく、10月2日に球団から戦力外通告を受けた。なお、シーズン終了後の11月10日には、12球団合同トライアウト（草薙球場）に参加。シートバッティング形式で打者3人と対戦したところ、3人とも無安打に抑えた。MLBのサンディエゴ・パドレスでは、この結果を受けて、11月22日に高知東部球場で開催した日本国内初のトライアウトに招待選手として上園を参加させた。しかし、いずれのトライアウトでも移籍に至らなかったため、現役からの引退をいったん決意した。

### 楽天退団後
野球生活に区切りを付けるべく、2015年12月下旬から2016年1月下旬までオーストラリアのウィンターリーグに参加した。その一方で、プロ野球経験者による高校・大学の硬式野球部の指導に必要な学生野球資格の回復に向けて、ウィンターリーグへの参加を前に研修会を受講した。
2016年2月2日付で、日本学生野球協会から資格回復の適性認定を受けた（修了認証番号：S-0997）。この認定を機に、阪神の地元・関西地方の一般企業に勤務しながら、関メディベースボール学院で野球選手科（社会人野球チーム）と中等部の統括投手アドバイザー（コーチ）を務めた。

### オランダ球界での現役復帰
2016年5月、語学留学を目的としてオランダへ渡り、アムステルダム・ベースボール（ユーロリーグベースボールへ加盟するチーム）に投手兼任コーチとして入団。しかし、チームがこの年のリーグ戦に参加しなかったため、プレーには至らなかった。また、ホーフトクラッセのデ・フラスコニング・ツインズにも掛け持ちという形で入団（選手）。この年限りで現役を引退。

### BCリーグ滋賀監督時代
その後日本へ帰国。2016年の秋、独立リーグ「ベースボール・チャレンジ・リーグ」（BCリーグ）に加盟する滋賀ユナイテッドベースボールクラブの初代監督へ就任。チームの投手の頭数が少なく、所属投手の登板過多による故障を避けるために2017年5月12日より選手登録し、選手兼任監督として再度現役復帰している。公式戦での登板は1試合・1回で被安打2であったが失点・自責点はつかなかった。監督としては2017年の前期を4位、後期を5位で終え、1年限りで退任となった。

### 滋賀監督退任後
2018年は阪神に戻り、振興部アカデミー担当の専属コーチを務めた。
2019年2月5日、プロ球団への所属から喪失していた学生野球資格を再回復。同年からは実業家として大阪市内でスポーツジムや中学生向け野球チームの運営を計画していたが、事業の実施には至らなかった。
2020年からはMGスポーツが運営するYouTubeチャンネルによるライブ配信動画へ度々出演している。
2023年2月にはサンディエゴ・パドレスの日本担当スカウトとして、バルザー・ブライアンとのマイナー契約締結に関わったことが報道された。

## 詳細情報

### 年度別投手成績
| 年 度     | 球 団     | 登 板 | 先 発 | 完 投 | 完 封 | 無 四 球 | 勝 利 | 敗 戦 | セ 丨 ブ | ホ 丨 ル ド | 勝 率 | 打 者 | 投 球 回 | 被 安 打 | 被 本 塁 打 | 与 四 球 | 敬 遠 | 与 死 球 | 奪 三 振 | 暴 投 | ボ 丨 ク | 失 点 | 自 責 点 | 防 御 率 | W H I P |
| --------- | --------- | ----- | ----- | ----- | ----- | -------- | ----- | ----- | -------- | ----------- | ----- | ----- | -------- | -------- | ----------- | -------- | ----- | -------- | -------- | ----- | -------- | ----- | -------- | -------- | ------- |
| 2007      | 阪神      | 17    | 16    | 1     | 0     | 0        | 8     | 5     | 0        | 0           | .615  | 348   | 85.2     | 70       | 9           | 32       | 2     | 1        | 83       | 4     | 0        | 28    | 23       | 2.42     | 1.21    |
| 2008      | 阪神      | 9     | 9     | 0     | 0     | 0        | 4     | 0     | 0        | 0           | 1.000 | 185   | 43.0     | 47       | 2           | 11       | 0     | 3        | 38       | 2     | 0        | 20    | 15       | 3.14     | 1.35    |
| 2009      | 阪神      | 1     | 1     | 0     | 0     | 0        | 0     | 0     | 0        | 0           | ----  | 27    | 5.2      | 8        | 1           | 3        | 0     | 0        | 2        | 0     | 0        | 3     | 3        | 4.76     | 1.94    |
| 2010      | 阪神      | 25    | 8     | 0     | 0     | 0        | 3     | 4     | 0        | 0           | .429  | 265   | 60.2     | 60       | 8           | 27       | 1     | 1        | 39       | 3     | 2        | 36    | 32       | 4.75     | 1.43    |
| 2012      | 楽天      | 1     | 1     | 0     | 0     | 0        | 0     | 1     | 0        | 0           | .000  | 21    | 4.2      | 7        | 0           | 2        | 0     | 1        | 2        | 1     | 1        | 3     | 3        | 5.79     | 1.93    |
| 2013      | 楽天      | 5     | 2     | 0     | 0     | 0        | 0     | 3     | 0        | 0           | .000  | 62    | 13.2     | 16       | 1           | 5        | 0     | 1        | 11       | 3     | 0        | 11    | 11       | 7.24     | 1.54    |
| 2014      | 楽天      | 9     | 2     | 0     | 0     | 0        | 0     | 1     | 0        | 2           | .000  | 104   | 23.0     | 28       | 0           | 7        | 0     | 2        | 14       | 1     | 0        | 15    | 15       | 5.87     | 1.52    |
| 通算：7年 | 通算：7年 | 67    | 39    | 1     | 0     | 0        | 15    | 14    | 0        | 2           | .517  | 1012  | 236.1    | 236      | 21          | 87       | 3     | 9        | 189      | 14    | 3        | 116   | 102      | 3.88     | 1.37    |

### 表彰
- 新人王（2007年）
- 2007ゴールデン・ルーキー賞 （2007年）
- サンスポMVP新人賞 （2007年）[36]

### 記録
投手記録
- 初登板・初先発：2007年6月8日、対オリックス・バファローズ3回戦（阪神甲子園球場）、5回4安打1失点
- 初奪三振：同上、1回表にタフィ・ローズから空振り三振
- 初勝利・初先発勝利：2007年6月20日、対東北楽天ゴールデンイーグルス4回戦（阪神甲子園球場）、6回1安打無失点
- 初完投勝利：2007年8月22日、対東京ヤクルトスワローズ16回戦（明治神宮野球場）、9回2失点
- 初ホールド：2014年5月25日、対東京ヤクルトスワローズ1回戦（明治神宮球場）、6回裏に2番手で救援登板、2/3回無失点

打撃記録
- 初打点：2007年7月1日、対横浜ベイスターズ10回戦（横浜スタジアム）、5回表に寺原隼人から右犠飛
- 初安打：2007年8月10日、対横浜ベイスターズ14回戦（横浜スタジアム）、2回表にマットホワイトから右前適時打

### 独立リーグでの年度別投手成績
| 年 度     | 球 団     | 登 板 | 先 発 | 完 投 | 完 封 | 無 四 球 | 勝 利 | 敗 戦 | セ 丨 ブ | ホ 丨 ル ド | 勝 率 | 打 者 | 投 球 回 | 被 安 打 | 被 本 塁 打 | 与 四 球 | 敬 遠 | 与 死 球 | 奪 三 振 | 暴 投 | ボ 丨 ク | 失 点 | 自 責 点 | 防 御 率 | W H I P |
| --------- | --------- | ----- | ----- | ----- | ----- | -------- | ----- | ----- | -------- | ----------- | ----- | ----- | -------- | -------- | ----------- | -------- | ----- | -------- | -------- | ----- | -------- | ----- | -------- | -------- | ------- |
| 2017      | 滋賀      | 1     | -     | 0     | -     | -        | 0     | 0     | 0        | -           | .000  | 4     | 1.0      | 2        | 0           | 0        | -     | 0        | 0        | 0     | 0        | 0     | 0        | 0.00     | 2.00    |
| 通算：1年 | 通算：1年 | 1     | -     | 0     | -     | -        | 0     | 0     | 0        | -           | .000  | 4     | 1.0      | 2        | 0           | 0        | -     | 0        | 0        | 0     | 0        | 0     | 0        | 0.00     | 2.00    |

### 背番号
- 41 （2007年 - 2010年）
- 47 （2011年 - 2012年）
- 61 （2013年 - 2015年）
- 19 （2017年）

### 登場曲
- 「Light Your Fire」RIZE（2007年 - 2012年）
- 「Light Your Fire」RIZE with 隼人（2013年 - 2014年）
- 「Rock Me」One Direction（2015年）